# Pamela Relph

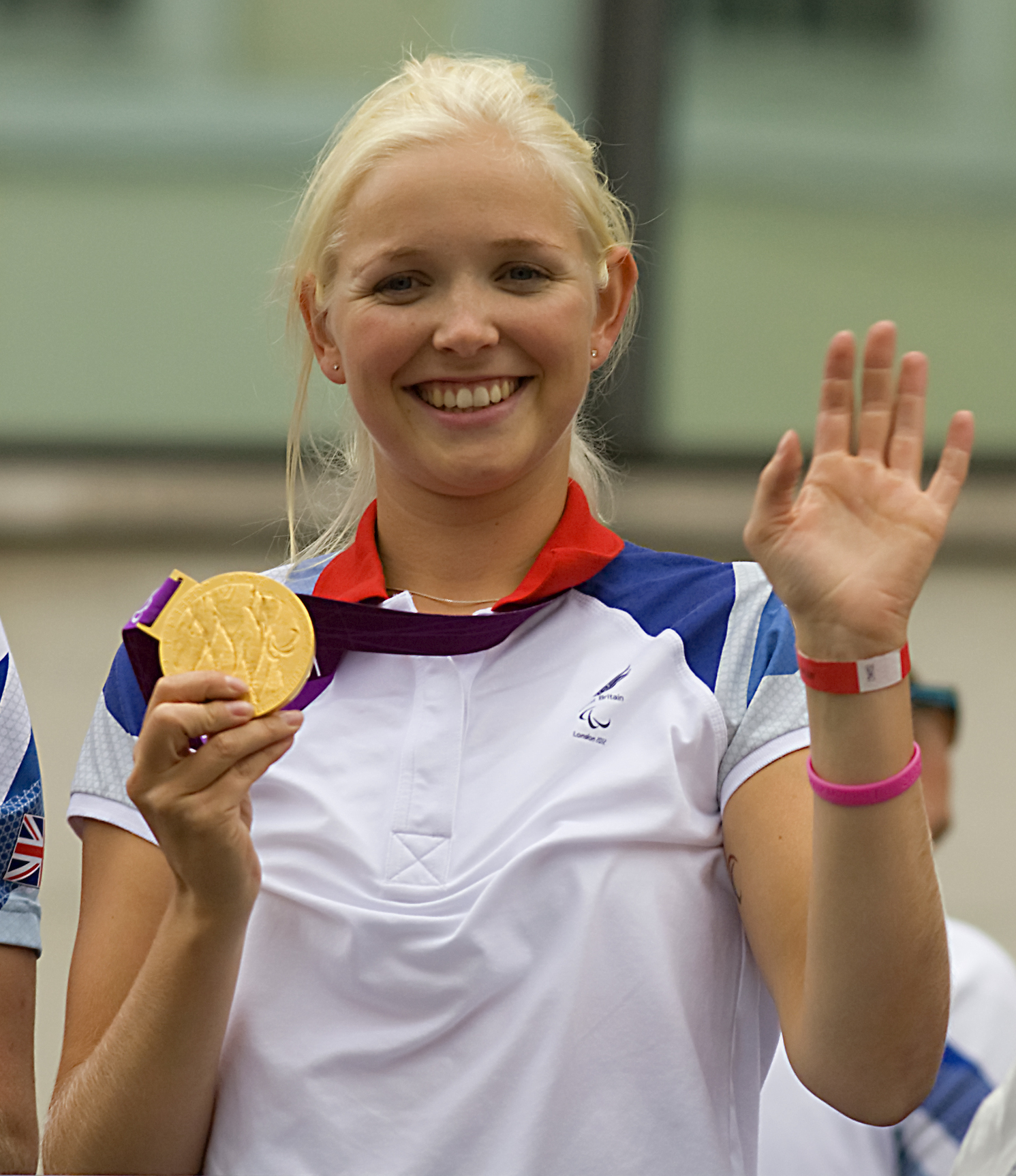
Pamela Relph bei der Siegesparade nach den Paralympics 2012

Pamela Relph MBE (* 14. November 1989 in Aylesbury) ist eine ehemalige britische Ruderin. Sie ist zweifache Siegerin bei den Paralympics und vierfache Weltmeisterin.

## Karriere
Pamela Relph gewann ihre erste internationale Goldmedaille bei den Weltmeisterschaften 2011 in Bled, als sie zusammen mit Naomi Riches, David Smith, James Roe und Steuerfrau Lily van den Broecke den Titel in der Bootsklasse LTA-Mixed-Vierer mit Steuermann vor den Booten aus Kanada und Deutschland erkämpfte. 2012 bei den Paralympics in London gewann der britische Vierer in der gleichen Besetzung wie 2011 den Titel vor dem deutschen Boot und den Ukrainern.
Bei den Weltmeisterschaften 2013 in Chungju trat der britische Vierer in der Besetzung Pamela Relph, Naomi Riches, Oliver Hester, James C. Fox und Steuermann Oliver James an und gewann den Titel vor den Booten aus Italien und Südafrika. 2014 ruderten im britischen Vierer Grace Clough, Pamela Relph, Daniel Brown und James Fox, Oliver James steuerte. Bei den Weltmeisterschaften in Amsterdam siegten die Briten vor dem Boot aus den Vereinigten Staaten und den Italienern. 2015 traten die Briten bei den Weltmeisterschaften auf dem Lac d’Aiguebelette in der gleichen Besetzung wie 2014 an und erreichten das Ziel vor den Booten aus den Vereinigten Staaten und aus Kanada. Grace Clough, Pamela Relph, Daniel Brown, James Fox und Steuermann Oliver James siegten im September 2016 auch bei den Parylampics in Rio de Janeiro, wie bei den Weltmeisterschaften 2015 ging Silber an den US-Vierer und Bronze an die Kanadier.
Pamela Relph besuchte das College der Defence Academy of the United Kingdom in Welbeck und wollte ein Ingenieursstudium bei der British Army anschließen, musste diesen Plan nach einer Arthritis-Erkrankung aber aufgeben. Sie nahm dann an der University of Birmingham ein Physikstudium auf und begann dort mit dem Pararudern. Sie gehörte später dem Leander Club an.